# Ways2see
ways2see ist eine GIS-basierte, barrierefrei zugängliche Informationsplattform für Menschen mit Sehbehinderung oder Blindheit, die zur Vorbereitung von Wegstrecken dient.

## Hintergrund
Die Web-Applikation ways2see entstand im Zuge eines gleichnamigen Forschungsprojektes des Instituts für Geographie und Raumforschung der Karl-Franzens-Universität Graz. Die Entwicklung erfolgte in Zusammenarbeit mit dem Odilien-Blindeninstitut sowie der SynerGIS Informationssysteme GmbH als österreichischem ESRI-Distributor. Gefördert wurde das Projekt dabei von der Österreichischen Forschungsförderungsgesellschaft.
Vor und während der technischen Umsetzung der Plattform wurden die Bedürfnisse der potenziellen Nutzer mittels Interviews und Workshops erhoben und evaluiert. Über einen kurzen Online-Fragebogen erfolgte dabei auch eine österreichweite Umfrage zum Thema Mobilität von Menschen mit Sehbehinderung oder Blindheit. Im weiteren Verlauf der Entwicklung wurde zur Qualitätssicherung ein Living Lab eingerichtet, wo Nutzer die Anwendung bereits vorab testen konnten, um zur weiteren Optimierung beizutragen.

## Beschreibung
Die digitale Informationsplattform ways2see ist für Menschen mit Sehbehinderung oder Blindheit, sowie deren Begleitpersonen konzipiert und dient zur Vorausplanung unbekannter Wege. Laut Entwickler handelt es sich dabei um ein Vorbereitungstool mit Kartendienst, nicht um ein Navigationssystem. Die detaillierten Wegbeschreibungen enthalten für die Anwender relevante Zusatzinformationen über Art und Oberfläche des Weges, Kreuzungssituationen, Begrenzungen sowie potenzielle Hindernisse.
Eine speziell an die Nutzerbedürfnisse angepasste Karte soll Personen mit Sehbehinderung bei der Orientierung unterstützen. Diese greift dabei auf besonders kontrastreiche Farben sowie einfach lesbare Symbolik zurück. Die Farben Gelb und Blau sind dabei für viele Menschen mit Selbstbehinderung besonders gut unterscheidbar, wodurch die Lesbarkeit auch bei invertierter Darstellung erhalten bleibt. Die Ästhetik steht dabei nicht im Vordergrund und wird zu Gunsten der Nutzbarkeit vernachlässigt.
Die gesamte Plattform ist mittels Screenreader (Bildschirm Vorlese-Anwendung) bedienbar und wurde im Speziellen für NVDA und JAWS optimiert.

## Widgets
Die Plattform beinhaltet fünf verschiedene Widgets, welche unterschiedliche Funktionsweisen bieten.

### Wegbeschreibung
Dieses Widget erlaubt es, eine Wegbeschreibung von einem Start- zu einem Zielort abzurufen. Dabei kann entweder durch Eingeben der gewünschten Adressen oder durch Klicken in die Karte ein Weg festgelegt werden. Nach Abruf der Wegstrecke erscheint eine detaillierte Step-by-Step Beschreibung der einzelnen Wegstücke. Neben Richtungsanweisungen werden auch Barrieren, Hinweise und Distanzen ausgegeben. Es wird auch die Möglichkeit geboten, die Wegbeschreibung als Textdatei zu exportieren oder direkt zu drucken.

### Nächste Einrichtung
Mit "Nächste Einrichtung" können nahe gelegene Points of Interest gesucht und als Zielorte für die Wegbeschreibung ausgewählt werden. Die Applikation sucht dabei in einem Umkreis von 500 m um die eingegebene Startadresse. Ergebnisse werden dann nach Einrichtungskategorien gegliedert aufgelistet. Innerhalb dieser Kategorien wiederum erfolgt eine Reihung nach Distanz, ausgehend vom Startort.

### Kartendarstellung
Über dieses Widget können Elemente (Hinweise und andere Informationen) in der Karte an- und ausgeblendet werden. Die einzelnen Elemente werden mittels verschiedener Symbole (Icons) in der Karte dargestellt. Die Icons unterscheiden sich dabei in graphischer Ausführung sowie Farbe.

### Einstellungen
Innerhalb der Einstellungen kann das verwendete Profil gewechselt werden. Weiters kann, bei Auswahl des Profils 4, eine spezifische Auswahl der angezeigten Hinweise getroffen werden.

## Technik
Die Umsetzung der Applikation erfolgte unter Verwendung geographischer Informationssysteme der Firma ESRI. Genutzt und adaptiert wurden dafür vor allem der Web-AppBuilder für ArcGIS.
Eine komplette Neuheit ist dabei die Informationsausgabe in Bezug auf Gehsteige, bei welcher zwischen linker und rechter Straßenseite unterschieden wird. Folglich kann eine richtungsadäquate Wegbeschreibung generiert werden, die zusätzlich Angaben zu Abgrenzungen (z. B. Hausmauer links, Zaun rechts) ausgibt. Zur Erstellung dieses Gehsteig-Netzwerkes erfolgte dabei auf Basis von Open Government Data in Verbindung mit eigens für das gesamte Stadtgebiet Graz kartierten Daten zu Gehsteignutzungen und -oberflächen.